# Vîceavkî, Demîdivka
Vîceavkî (în ucraineană Вичавки) este localitatea de reședință a comunei Vîceavkî din raionul Demîdivka, regiunea Rivne, Ucraina.

## Demografie
Componența lingvistică a localității Vîceavkî
     Ucraineană (97,18%)
     Rusă (2,82%)
Conform recensământului din 2001, majoritatea populației localității Vîceavkî era vorbitoare de ucraineană (97,18%), existând în minoritate și vorbitori de rusă (2,82%).